# Denise Launay
Pour les articles homonymes, voir Launay.
Denise Launay est une organiste et musicologue française née à Paris 14e le 7 octobre 1906, où elle est morte le 13 mars 1993.

## Biographie

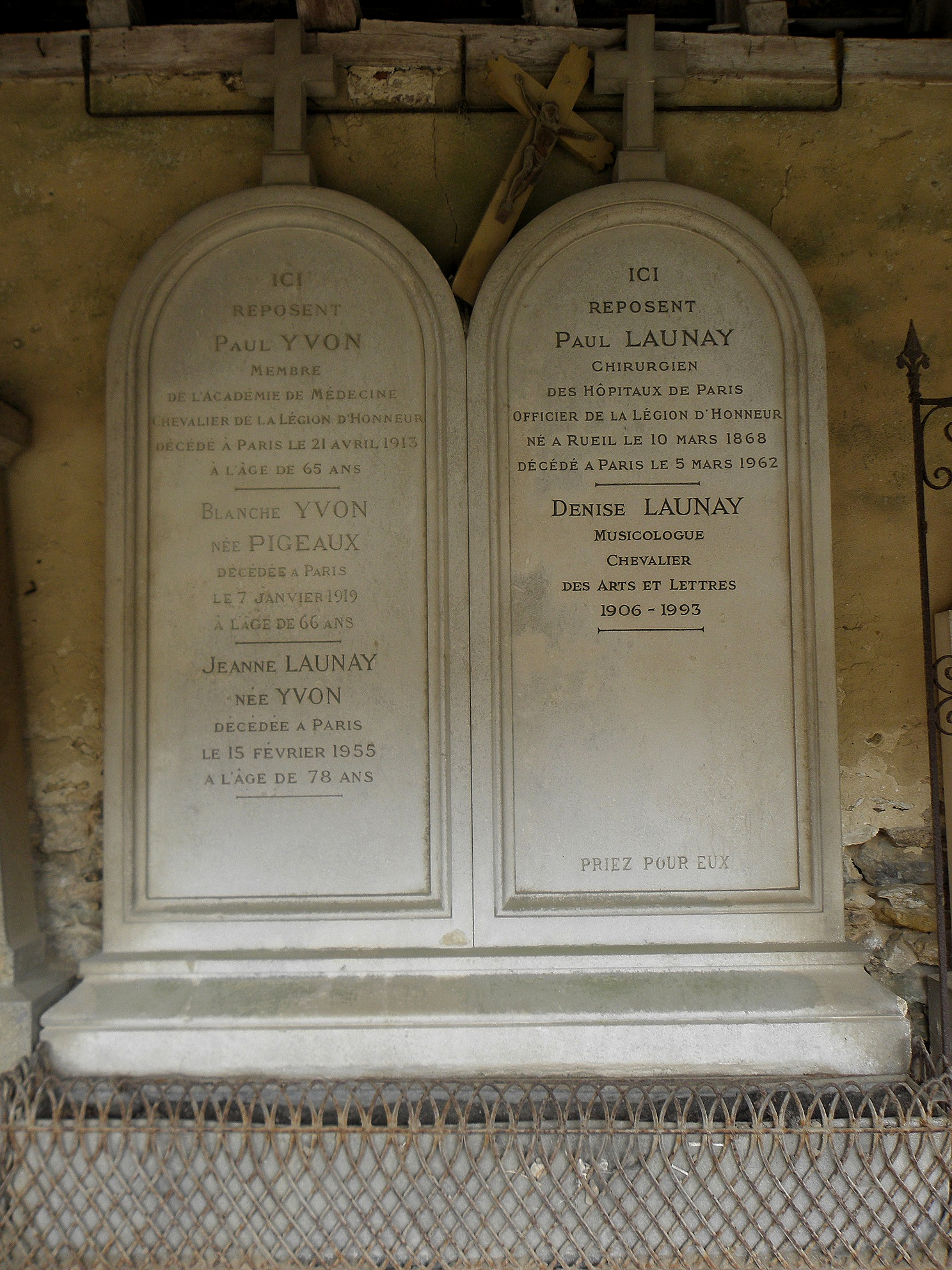
Tombe de Denise Launay au cimetière de Montfort-l'Amaury.

Elle étudie l'histoire de la musique avec André Pirro et de Paul-Marie Masson à la Sorbonne, et l'orgue avec André Marchal et Gaston Litaize. À partir de 1939, elle est conservateur à la Bibliothèque nationale de France à Paris. Elle est organiste à l'église de Notre-Dame-de-Lorette à Paris pendant 35 ans.
Elle repose au cimetière de Montfort-l'Amaury, auprès de son père Paul Yvon, membre de l'Académie de médecine.

## Œuvres

### Publications
- Essai d’un commentaire de Titelouze par lui-même, 1965
- Anthologie du psaume français polyphonique (1610-1663), tome 1 (no 1 à 14), Paris, Éditions ouvrières, 1974, 35 p.
- La musique religieuse en France du Concile de Trente à 1804, Paris, Société française de musicologie et Éditions Klincksieck, 1993, 583 p.  (ISBN 2-252-02921-8 et 2-85357-002-9)

## Écouter en ligne
- César Franck, Prélude, fugue et variation, op. 18, un Cavaillé-Coll au sein de l'église de Notre-Dame-de-Lorette à Paris : [vidéo] « Disponible », sur YouTube